# Rand Paul
Pour les articles homonymes, voir Paul.
Randal Howard Paul, dit Rand Paul, né le 7 janvier 1963 à Pittsburgh (Pennsylvanie), est un homme politique américain, membre du Parti républicain et sénateur du Kentucky au Congrès des États-Unis depuis 2011. Il est élu à cette fonction lors des élections de 2010 et est réélu lors des élections de 2016 et 2022.
Il est le fils de l'homme politique Ron Paul, ancien élu du Texas à la Chambre des représentants des États-Unis. De sensibilité libertarienne et fréquemment en désaccord avec le courant dominant au sein du parti, il est le premier adhérent au mouvement du Tea Party à remporter un mandat électif au niveau fédéral. Il est également l'un des rares élus au Sénat des États-Unis à n'occuper aucune autre fonction publique avant celle-ci. Il se présente sans succès aux primaires du Parti républicain pour l'élection présidentielle de 2016, avant de soutenir Donald Trump.

## Biographie

### Origine et formation
Rand Paul est le troisième enfant de Ron Paul et sa femme Carolyn. Son père est le candidat du Parti libertarien à l'élection présidentielle américaine de 1988, ainsi que l'un des élus du Texas à la Chambre des représentants des États-Unis, en poste de 1976 à 1977, 1979 à 1985 et 1997 à 2013.

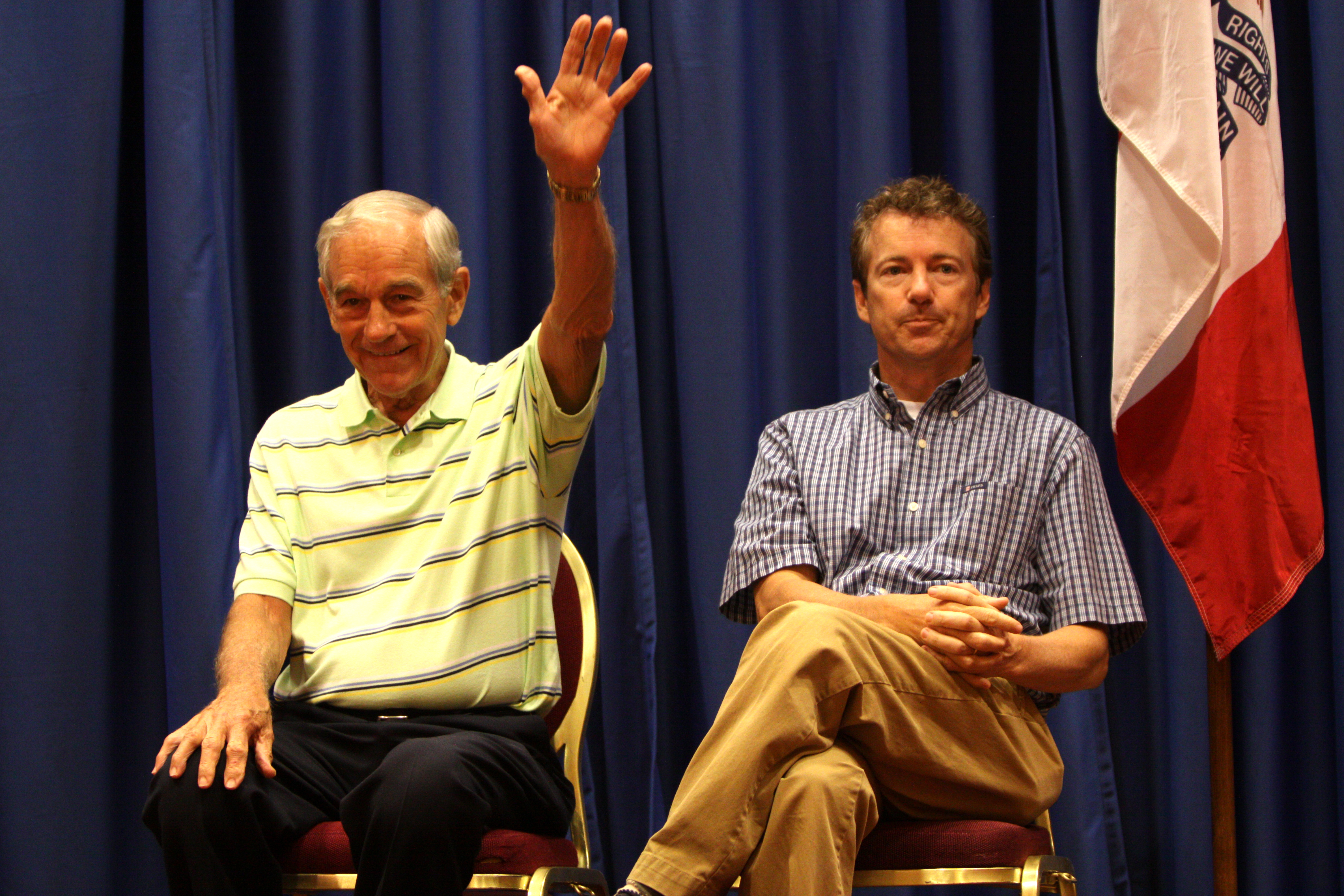
Rand Paul avec son père, Ron Paul, en Iowa, en 2011.

Diplômé de l'université Baylor et université Duke, il est ophtalmologue de profession.

### Carrière politique

#### Sénateur
En août 2009, Rand Paul annonce sa candidature à l'investiture républicaine pour le poste de sénateur des États-Unis pour le Kentucky. Le sénateur républicain sortant Jim Bunning avait déjà annoncé un mois plus tôt qu'il ne serait pas candidat à sa réélection. Face à lui, cinq candidats se présentent, dont Trey Grayson, le secrétaire d'état du Kentucky, soutenu par la direction du Parti républicain. Le 18 mai 2010, Rand Paul remporte largement l'investiture républicaine avec 58,8 % des voix contre seulement 35,4 % pour Trey Grayson. Il devient alors le candidat officiel du Parti républicain pour l'élection générale de novembre 2010, opposé au candidat démocrate Jack Conway, procureur général du Kentucky.
Le début de la campagne de Rand Paul est marqué par des polémiques portant sur ses déclarations remettant en cause les lois sur les droits civiques dans les entreprises privées. Favori pour cette élection favorable aux républicains, dans un État où Barack Obama a été battu par John McCain en 2008, Rand Paul semble bien placé pour vaincre son adversaire démocrate ,. Il est élu le 2 novembre 2010 avec près de 56 % des voix. L'annonce de sa victoire, tôt dans la soirée, en fait le premier membre du Tea Party élu sénateur américain,. Il devient ainsi sénateur de classe 3 du Kentucky.

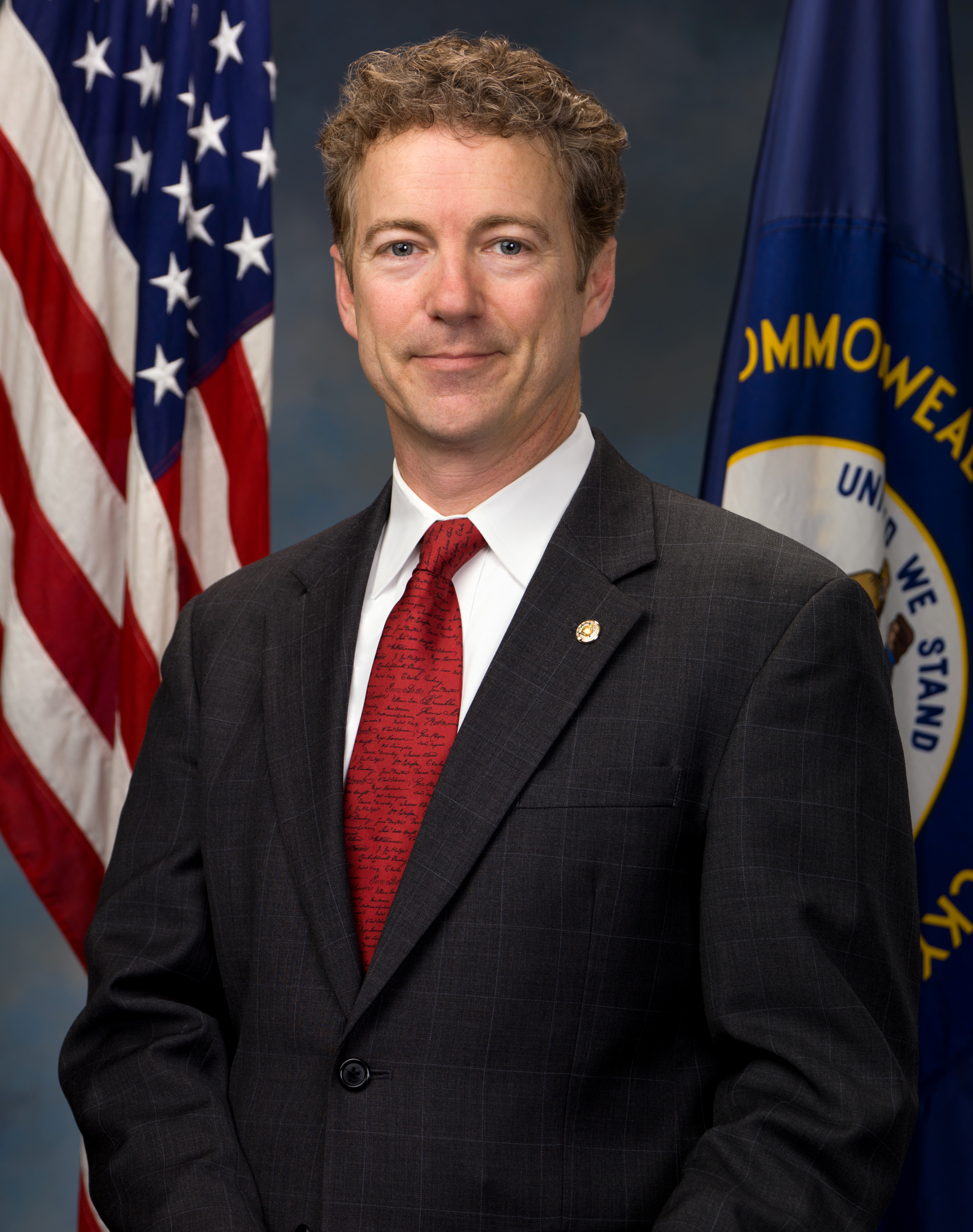
Premier portrait officiel de Rand Paul comme sénateur (2011).

En 2013, il monopolise la parole au Sénat pendant 13 heures d'affilée. Il se fait également connaître et apprécier du public conservateur lors des réunions de l'institution CPAC, où il remporte une série de sondages internes trois années de suite, en 2013, 2014 et 2015. Ses ambitions personnelles et les sondages favorables le conduisent progressivement à envisager de se porter candidat à l'élection présidentielle, après son père Ron Paul.

#### Primaires présidentielles républicaines de 2016
Après la défaite du candidat républicain Mitt Romney face à Barack Obama lors de l'élection présidentielle de 2012, Rand Paul est souvent cité comme un potentiel candidat aux primaires républicaines pour l’élection présidentielle de 2016. Certains sondages réalisés en 2013 et en 2014 le placent en tête des intentions de vote dans les deux premiers États à organiser leur scrutin, l'Iowa et le New Hampshire, ainsi qu'au niveau national. Le 7 avril 2015, il annonce officiellement sa candidature aux primaires républicaines de 2016.

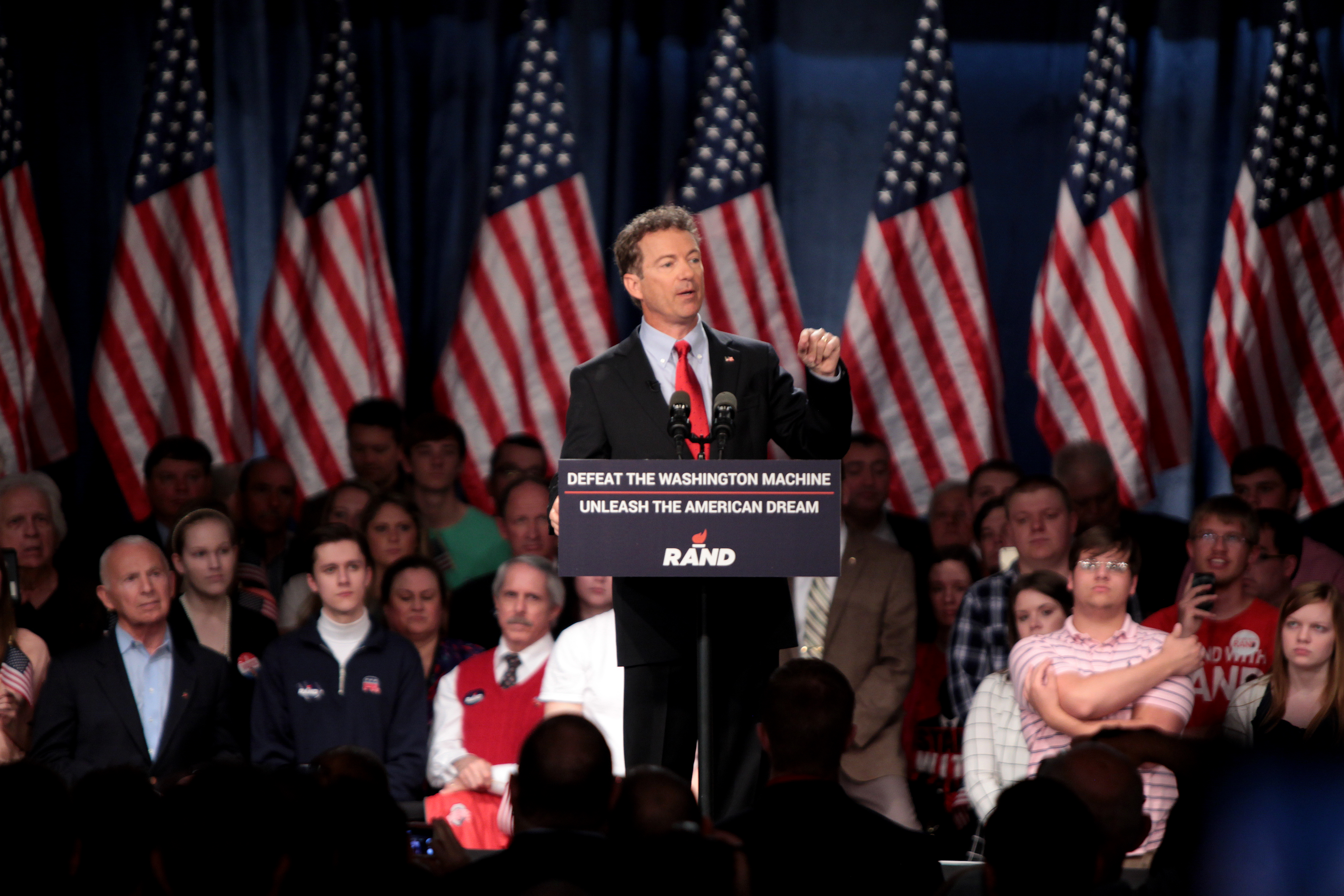
Rand Paul lors de l’annonce de sa candidature aux primaires républicaines, le 7 avril en 2015.

Cependant, la percée de Donald Trump dès le mois de juin éclipse sa campagne. À la traîne dans les sondages depuis l'été, il se retire des primaires après le caucus de l'Iowa, où il récolte 4,5 % des voix. Malgré certaines divergences politiques avec Donald Trump, Rand Paul annonce en mai 2016 qu'il le soutiendra face à Hillary Clinton lors de l'élection générale[réf. nécessaire].

#### Second et troisième mandats au Sénat
Après son échec présidentiel, Rand Paul annonce être candidat pour accomplir un second mandat de sénateur pour le Kentucky. Il bat facilement le 8 novembre son adversaire principal, le démocrate Jim Gray, et est réélu avec un peu plus de 57 % des suffrages exprimés et près de 200 000 voix d'avance.

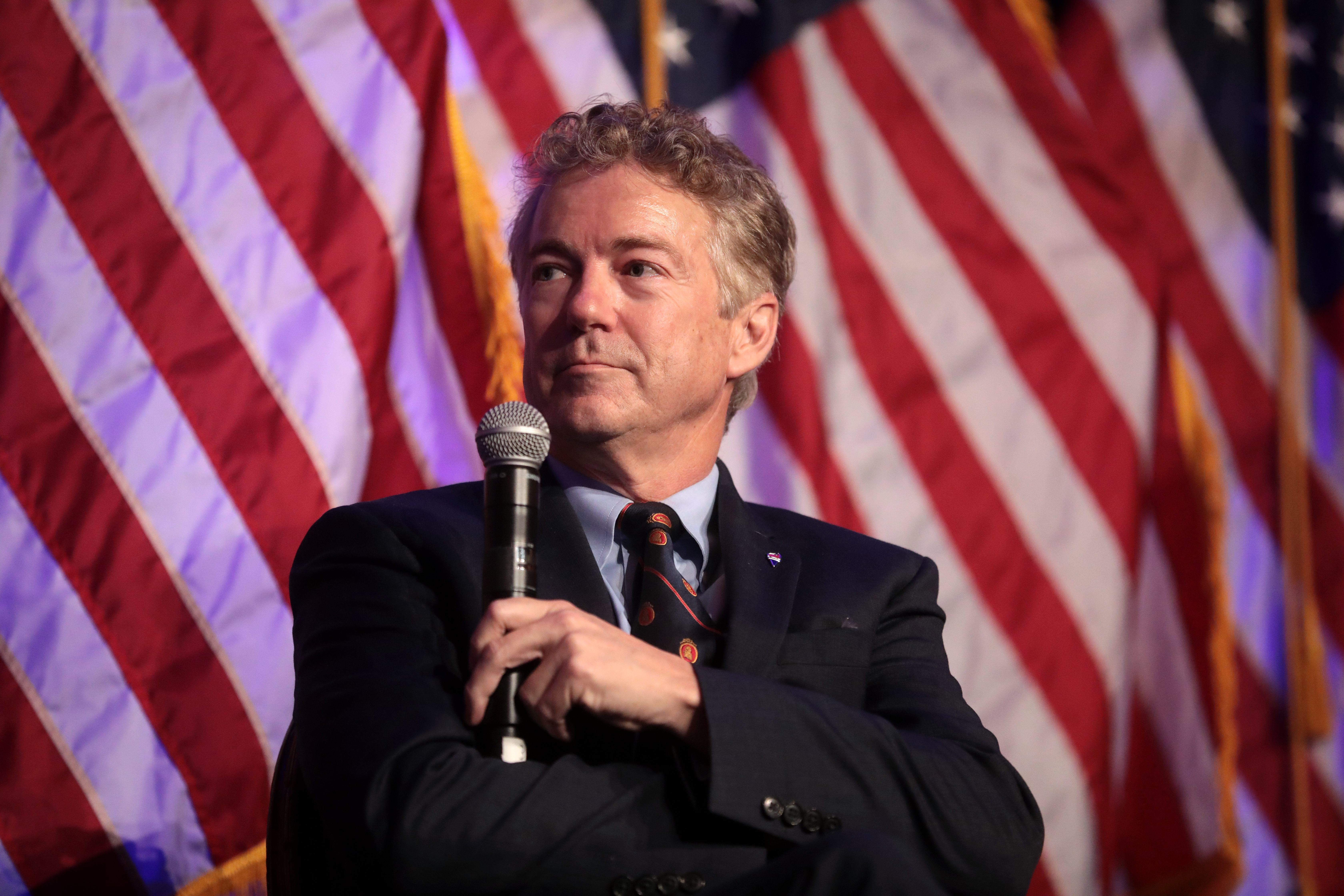
Rand Paul en 2019.

Bien qu'affilié au Parti républicain, Rand Paul garde une voix indépendante depuis le début de la Première présidence de Donald Trump. Il s'est notamment opposé à la proposition de remplacement de l'Obamacare, qu'il n'estimait pas assez conservatrice. Il s'est ensuite associé à la proposition de baisses d'impôts annoncées en octobre 2017.
Sur les questions internationales, Rand Paul défend généralement une position pacifiste et met régulièrement en garde Donald Trump contre des agissements belliqueux. Fin 2018, il approuve le retrait des troupes américaines d'Afghanistan et de Syrie ordonné par Donald Trump. Face aux tensions récurrentes entre les États-Unis et l'Iran, Rand Paul s'oppose ouvertement à John Bolton, conseiller diplomatique controversé de Donald Trump qui tente de convaincre le président américain d'affronter le régime islamique de Téhéran. En mai 2019, Rand Paul déclare à cet égard craindre « qu'il soit nocif, qu'il ait une mauvaise influence sur l'administration ». Il déclare : « Je pense que le plus important est d'informer le gouvernement qu'il n'a pas l'autorisation du Congrès d'aller faire la guerre à l'Iran et nous devons nous assurer que nous ne sommes pas impliqués dans quoi que ce soit de suffisamment provocateur qui puisse encourager une escarmouche et aboutir in fine à une plus grande guerre ». En juillet 2019, Rand Paul sert d'intermédiaire auprès du ministre iranien chargé des Affaires étrangères, Mohammad Javad Zarif.
Lors des élections sénatoriales de 2022, il est réélu comme sénateur du Kentucky avec plus de 61% des suffrages exprimés.

### Vie personnelle

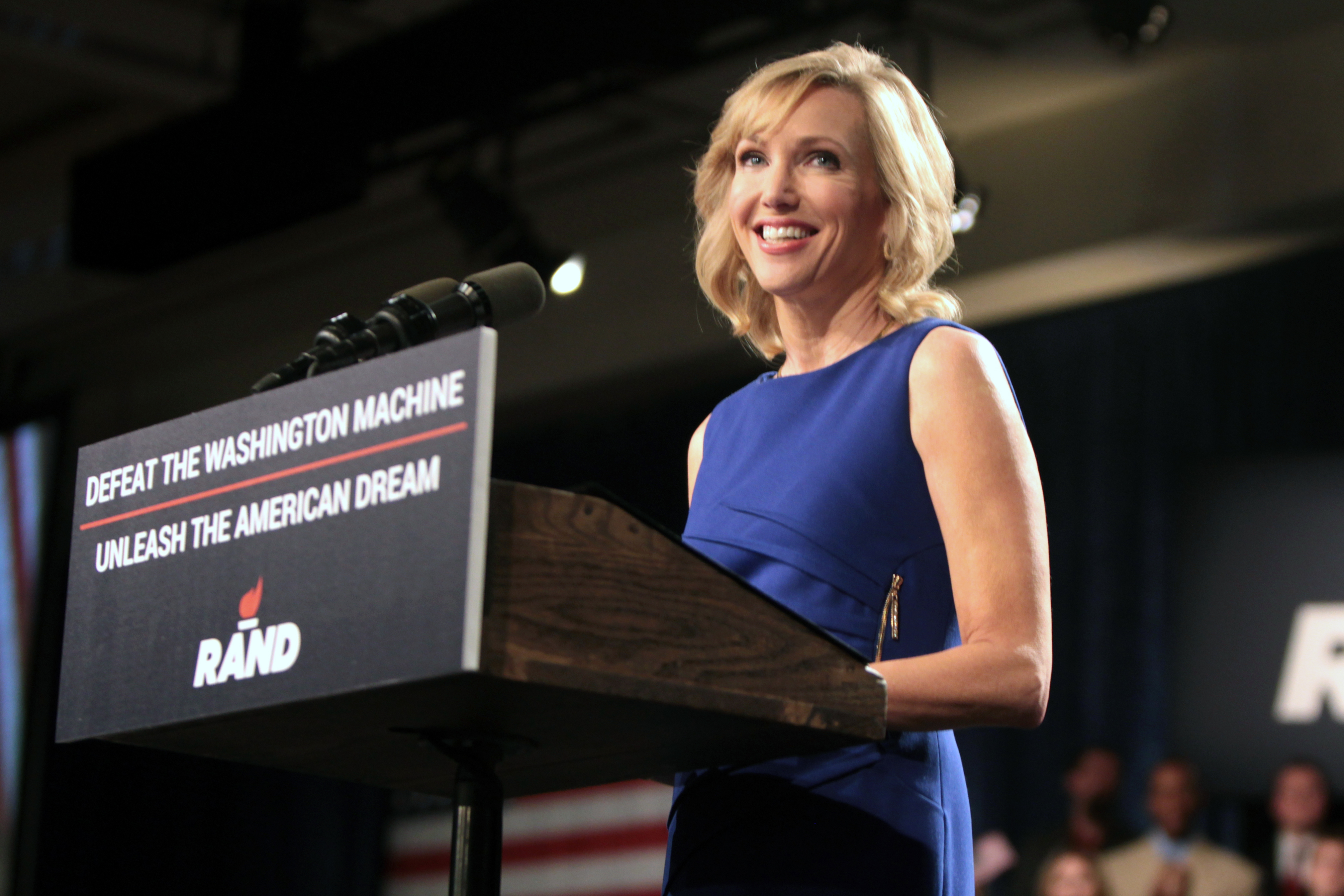
Kelley Paul lors du lancement de la campagne présidentielle de son mari, à Louisville (Kentucky), en 2015.

Rand Paul est marié à Kelley Ashby. Ils vivent à Bowling Green (Kentucky), où celle-ci travaille en tant que journaliste indépendante et assiste son époux dans la gestion de son cabinet d'ophtalmologie. Rand Paul porte un appareil auditif à chaque oreille. Il est le fils de Ron Paul, ancien candidat aux primaires républicaines pour les élections présidentielles en 2008 et 2012.

## Prises de position
Rand Paul est l'un des représentants de la branche libertarienne du Parti républicain. Il est un élu du Tea Party, un mouvement politique conservateur allié aux républicains, et il défend une conception minimaliste du rôle de l'État. Il est favorable au non-cumul des mandats, à la règle d'or budgétaire et à une réduction massive des dépenses et prélèvements fédéraux.
Sur la politique étrangère, à la différence de son père, non-interventionniste, Rand Paul paraît comme plus pragmatique. Malgré ses réticences, il n'est pas opposé à la présence à l'étranger des forces armées américaines, y compris de bases militaires permanentes,. Il s'est néanmoins opposé à toute intervention américaine en Syrie. Il a également soutenu le retrait des troupes américaines d'Afghanistan et de Syrie ordonné par Donald Trump fin 2018. Il se montre en octobre 2021 réticent à voter en faveur de l'octroi d'un milliard de dollars pour financer le système antimissile israélien Dôme de fer.
Il défend une position climatosceptique sur la question du réchauffement climatique, estimant que l'activité humaine n'en est pas la cause, le climat se modifiant depuis des milliards d'années.
Rand Paul s'oppose aux mesures de lutte contre la Covid-19.
Le 12 mai 2022, il s’oppose au projet d’aide de 40 milliards de dollars du sénat américain en faveur de l’Ukraine en guerre après l'invasion de la Russie.

## Historique électoral

### Sénat
| Année | Rand Paul | Démocrate |
| ----- | --------- | --------- |
| Année |           |           |
| 2010  | 55,7 %    | 44,3 %    |
| 2016  | 57,3 %    | 42,7 %    |
| 2022  | 61,8 %    | 38,2 %    |

## Ouvrages
- Rand Paul, The Tea Party Goes to Washington, Center Street, 2011 (ISBN 9781455502868)
- Rand Paul, Government Bullies: How Everyday Americans Are Being Harassed, Abused, and Imprisoned by the Feds, Center Street, 2012 (ISBN 9781455522767)
- Rand Paul et James Randall Robison, Our Presidents & Their Prayers: Proclamations of Faith by America's Leaders, Center Street, 2015 (ISBN 9781455535750)
- Rand Paul, Taking a Stand: Moving Beyond Partisan Politics to Unite America, Center Street, 2015 (ISBN 9781455549559)
- Rand Paul, The Case Against Socialism, Broadside Books, 2019 (ISBN 9780062954862)
- Rand Paul, Deception: The Great Covid Cover-Up, Regnery, 2023 (ISBN 9781684515141, lire en ligne)